# Неферхотеп I
Хасехемра Неферхотеп I — фараон Древнего Египта, правивший приблизительно в 1724 — 1713 годах до н. э. Представитель XIII династии (Второй переходный период).

## Биография

### Происхождение

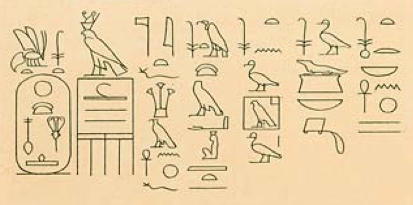
Надпись Хасехемра Неферхотепа I из Асуана, нарисованная Карлом Ричардом Лепсиусом. В надписи записаны члены семьи Неферхотепа: его отец Хаанкеф, его мать Кеми, его брат Сиатхор, его брат Собехотеп и королевский знакомый Небанх.

Неферхотеп I, предположительно, захватил власть незаконным путём, свергнув Себекхотепа III. Был незнатного происхождения и на памятниках своего царствования приводил имена своих нетитулованных родителей. В официальных надписях они называются «родителями бога». О родителях и членах семьи Неферхотепа I известно из трёх наскальных надписей, одна из которых была обнаружена в Асуане, вторая — на острове Сехель, третья — в Шат-эр-Ригал, а также благодаря различным скарабеям. Его отцом был «тесть царя» Хаанхеф. Другими словами, дочь Хаанхефа была супругой одного из предыдущих царей, а сам Неферхотеп приходился этому правителю шурином. Мать Неферхотепа звали Кеми, жену и мать его детей — Сенебсен, а старшего сына, который был его соправителем — Сахатхор. У царя были ещё три сына: Себекхотеп, Хаанхеф и Херхотеп, а также три дочери: Кеме, Неферхотеп и …ернебдед. Два брата Неферхотепа впоследствии занимали египетский престол и известны как цари Ханеферра Себекхотеп IV и Менуджра.
Семья Неферхотепа, предположительно, происходила из Фив. Этот вывод основывается на надписи в храме Амона в Карнаке, в которой брат Неферхотепа I Себекхотеп IV утверждает, что родился именно там. Неферхотеп не возвращал бывшей столице XI династии её былой статус, а правил страной из столицы XII династии — Ит-Тауи близ современного Лишта.
Возле пирамиды Сенусерта I в Лиште были найдены погребальные фигурки сына Неферхотепа Уахнеферхотепа и придворного чиновника по имени Бенер; весьма вероятно, что неподалёку был похоронен сам фараон и остальные его придворные.

### Имена Неферхотепа I

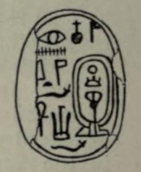
Скарабей Неферхотепа I, дающий имя своему отцу Ханкхефу, рисунок 1897 года Флиндерса Петри

Полная титулатура этого правителя выглядит следующим образом. Его тронным именем было Хасехемра, «Восходящий (или коронованный) в силе бога солнца». Слово «сехем» в тронном имени выписано при помощи иероглифа — изображения систра, который, когда обозначает музыкальный инструмент, читается как «сешеш». Однако исследователи полагают, что в этом случае его следует читать как «сехем», «власть» или «владение». Обычно это слово писалось при помощи изображения жезла, хотя встречаются и случаи, в которых оно начинается с систра. В частности в тронных именах Сехемкара Аменемхет-Сенебефа и Сехемра-Хуитауи Себекхотепа, фараонов той же XIII династии, слово «сехем» написано с изображением как систра, так и жезла. Его «хоровым именем» было Герегтауи, «Основывающий (или делающий обитаемыми) Обе Земли»; именем небти — Упмаат, «Вердикт (или открытие) истины», «золотым хоровым» именем — Менмерту, «Устанавливающий любимое». Его личное имя, Неферхотеп, следовавшее после эпитета «сын солнца», можно перевести как «Довольный прекрасным».
| G5 |

| G5 |

| U17 · N17 · N18 |

| U17 · N17 · N18 |

| W11 · D21 | U17 · N17 · N18 |

| W11 · D21 | U17 · N17 · N18 |

| U17 | N17 · N18 · N23 · N23 |

| U17 | N17 · N18 · N23 · N23 |

| G16 |

| G16 |

| F13 · Q3 · Z9 | U5 · D36 | X1 · Y1 | H6 |

| F13 · Q3 · Z9 | U5 · D36 | X1 · Y1 | H6 |

| G8 |

| G8 |

| Y5 · N35 | U7 · D21 | w&t |

| Y5 · N35 | U7 · D21 | w&t |

| nswt&bity |

| nswt&bity |

| N5 | N28 · D36 | Y8 |

| N5 | N28 · D36 | Y8 |

| N5 | N28 · D36 | Y8 |

| N5 | N28 · D36 | Y8 |

| N5 | N28 · D36 | Y8 |

| N5 | N28 · D36 | Y8 |

| N5 | N28 · D36 | Y8 |

| N5 | N28 · D36 | Y8 |

| G39 | N5 |

| G39 | N5 |

| F35 | R4 · X1 · Q3 |

| F35 | R4 · X1 · Q3 |

| F35 | R4 · X1 · Q3 |

| F35 | R4 · X1 · Q3 |

| F35 | R4 · X1 · Q3 |

| F35 | R4 · X1 · Q3 |

| F35 | R4 · X1 · Q3 |

| F35 | R4 · X1 · Q3 |

| F35 | R4 |

| F35 | R4 |

| F35 | R4 |

| F35 | R4 |

| F35 | R4 |

| F35 | R4 |

| F35 | R4 |

| F35 | R4 |

### Стелы в Абидосе

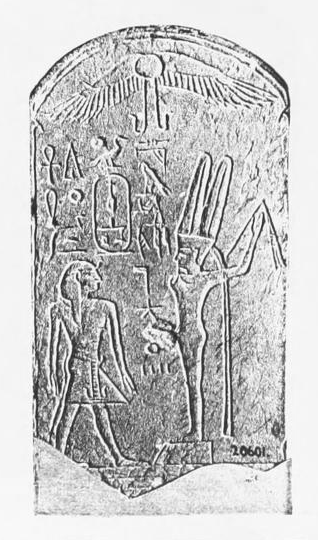
Древнеегипетская известняковая стела с изображением фараона Неферхотепа I (слева) перед богом Мином. Происходит из Абидоса (северная стена храма Осириса). Каирский музей, CG 20601

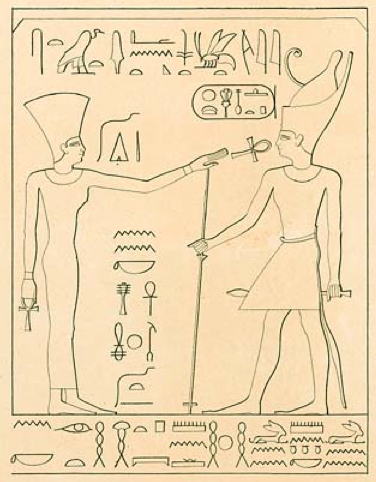
Наскальный рельеф с острова Сехель, на котором изображена богиня Анукет, дающая знак жизни Хасехемра Неферхотепу I. Рисунок Карла Рихарда Лепсиуса

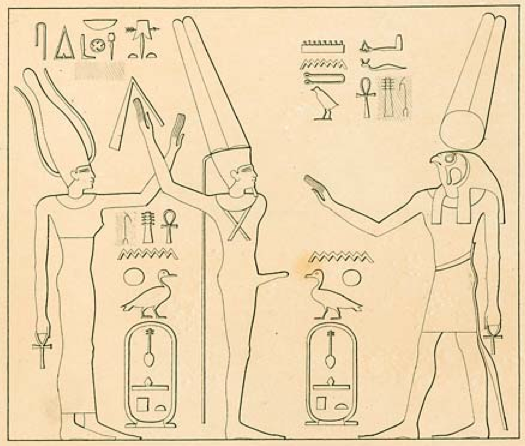
Наскальный рельеф близ Коноссо с изображением Монту, Мина и богини Сатет, помеченный картушами Неферхотепа I. Рисунок Карла Рихарда Лепсиуса

Неферхотеп I заботился о храме Осириса в Абидосе. На втором году своего правления царь повелел установить у края дороги, ведущей к храму, большую стелу. На ней за словами «год второй» и полной титулатурой правителя, о котором сказано, что он рождён «матерью царя Кеме», следует рассказ о начале его царствования:

«(Когда) его Величество взошёл на трон сокола во дворце (названном) „Обладатель красоты“ (царский дворец, находившийся, вероятно, рядом с Лабиринтом или в Мемфисе), он обратился к вельможам, тем, кто входил в его свиту, писцам, умелым в письме, и хранителям всех тайных (книг, говоря:) „Моё сердце пожелало увидеть древние писания Атума, (поэтому) вы должны начать для меня великий поиск, чтобы бог (то есть царь) знал, как он был создан, как появились боги и из чего (должны состоять) подношения и жертвы им… и чтобы я мог знать бога (Осириса) в его (истинном) облике и сделать (его статую) как в древности, во время, когда они (боги) создавали (свои) изображения на их (небесном) совете, чтобы установить их памятники на земле. (Ибо) они дали мне наследие бога солнца, всё то, чего (достигает) диск солнца… и я увеличу то, что установлено для меня, и они (за это) увеличат свою любовь ко мне, так как я веду себя согласно их приказу“. На это свита ответила: „О царь и повелитель, всё, что твой дух желает, происходит, (и поэтому) пусть твоё величество проследует в библиотеки и увидит каждое написанное слово“. Итак, его Величество отправилось в библиотеку, открыл книги в присутствии свиты и обнаружил архивы храма Осириса Хенти западного некрополя, владыки Абеджу (Абидоса). Затем его Величество сказал свите: „Моё Величество приветствует моего предка Осириса Хенти западного некрополя, владыку Абеджу! Я сделаю (его статую), создав его конечности, его лицо и его руки согласно (изображениям), которые я видел в этих книгах (и на которых он изображён) в облике царя во время, когда он воссуществовал из лона (изначального) неба“.
 (Вслед за этим) его Величество приказал позвать чиновника, который был в его свите, и сказал ему: „Ты должен отправиться на юг, взяв с собой своих воинов и моряков. Не спи ни ночью, ни днём, пока не прибудешь в Абеджу. (Там) ты должен приказать, чтобы (тело? или изображение?) Хенти западного некрополя было вынесено (из гробницы, в которой оно лежит на некрополе), чтобы я мог сделать его памятники, какими они были в самом начале“. (На это) свита сказала: „Всё, что ты прикажешь, происходит, о царь и владыка, и тебе следует сделать всё (что ты говоришь) в Абеджу для твоего предка, Хенти западного некрополя“. Этот чиновник (затем) отправился на юг, чтобы (выполнить) то, что его величество приказал ему. Он прибыл в Абеджу… (где он приказал вынести изображение Хенти из его гробницы. Потом, через несколько дней) Величество этого бога (то есть царь) прибыл (и поднялся на борт) священной ладьи Осириса, владыки вечности, а берега реки были наполнены его благоуханием и ароматами Пунта (другими словами, у края воды возжигали благовония; и, наконец, приплыл вверх по каналу из Нила в Абеджу), он прибыл в центр (города), куда пришёл вестник, который сказал: „Этот бог (Хенти) вышел в мире (из своей гробницы)“. (Вслед за этим) его Величество проследовал в священной ладье… в верховье канала (где находилось изображение Хенти; и оттуда отправился в храм)… вместе с этим богом. (Там) он приказал, чтобы его предку, Хенти западного некрополя, были сделаны подношения, и мирра и священные вещества (были сожжены) для Осириса Хенти западного некрополя во всех его ипостасях, и (он совершил традиционный обряд) низвержения тех, кто был настроен враждебно к священной ладье. Затем его Величество этого бога (Ханти) появился в процессии, сопровождавшие его боги вместе с ним, а Упуаут шёл перед ним, показывая путь. Затем его Величество приказал, чтобы этот бог (Хенти) проследовал в (своё святилище) и был установлен на пьедестале под золотым балдахином (на несколько недель, пока работали ремесленники), чтобы создать красоту его величества (Хенти) и связанных с ним богов (и изготовить) его столы для подношений… из всех великолепных драгоценных камней Страны Бога. Сам царь руководил работой над ними (они были сделаны из) золота. (Перед тем как делать это,) его Величество был очищен чистотой, приличествующей богу…»
Далее текст сильно повреждён, и перевести его почти невозможно. Предположительно, после завершения работы царь обратился к жрецам. «Будьте неусыпны — сказал он, — в храме и следите за памятниками, которые я сделал. Я положил перед вами план на всё время и, вложив этот пример в ваши сердца, я пытался (сделать) то, что должно быть правильным для будущего и что должно происходить (постоянно) в этом месте, которое сделал бог, из-за моего желания установить мои памятники в его храме и увековечить мои распоряжения в его доме. Его величество (Хенти) любит то, что я приказал сделать, (ибо) ему была гарантирована победа. Я его сын и защитник, и он (тот) кто даёт мне наследие земли, (ибо) я царь, великий силой, превосходный в (моих) приказах. (Поэтому) да не живёт тот, кто враждебно настроен ко мне; да не существует тот, кто восстаёт против меня. Его имя не должно оставаться среди живущих, его дух должен быть схвачен в присутствии властей, он должен быть изгнан перед лицом этого бога. Таково наказание, которое должно настигнуть того, кто пренебрегает приказами моего величества, и (всех) тех, кто не выполнит это распоряжение моего величества, кто не будет молится за меня этому величественному богу, кто не будет чтить то, что я сделал в отношении его подношений, и кто не будет благодарить меня на каждом торжестве в этом храме, независимо от того, принадлежит он к жречеству святилища этого храма или любому другому учреждению Абеджу. Ибо моё Величество сделал эти памятники для моего предка Осириса Хенти западного некрополя, владыки Абеджу, потому что я любил его больше других богов, и чтобы он мог дать мне в награду за сделанное мной миллионы лет (правления)…»

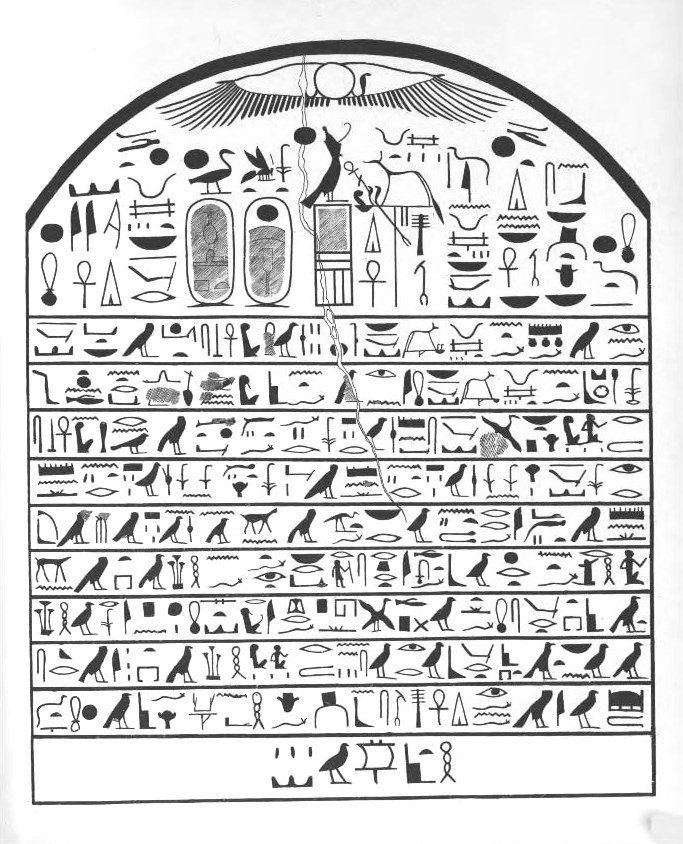
Рисунок древнеегипетской стелы, датируемой 4-м годом правления фараона Неферхотепа I. Текст запрещает строительство гробниц по священному процессуальному пути бога Упуаута в Абидосе. Найдена в Абидосе, ныне хранится в Каирском египетском музее (JE 35256)

Через два года, на четвёртом году своего правления, царь установил два пограничных камня, по одному с каждой стороны местности, занимаемой частью огромного пустынного некрополя, расположенного за Абидосом, чтобы закрыть доступ к этой части кладбища, которую по тем или иным причинам жрецы хотели использовать для поклонения богу Упуауту. Сохранилась одна из этих плит. На ней под именем царя и датой, написано следующее: 

«Моё Величество повелевает, чтобы этот некрополь к югу от Абеджу был защищён и сохранён для моего отца Упуаута, владыки Таджесер (название некрополя), подобно тому, что бог Хор сделал для своего отца Осириса, не позволив никому ступить на его кладбище. (Эти) две плиты (поэтому) установлены на его южной и северной границах с запечатанным на них именем моего Величества… Что касается того, кого обнаружат (в зоне, обозначенной) этими плитами, будь он ремесленником или жрецом, выполняющим свои обязанности, он должен быть клеймён. Что касается любого чиновника, который решит сделать свою гробницу на этом некрополе, начиная с этого дня, о нём должны сообщить, и он, как и смотритель некрополя, должен предстать перед законом. Но что касается расширения этого кладбища, им (будет позволено) быть похороненными там».

### Внешняя политика

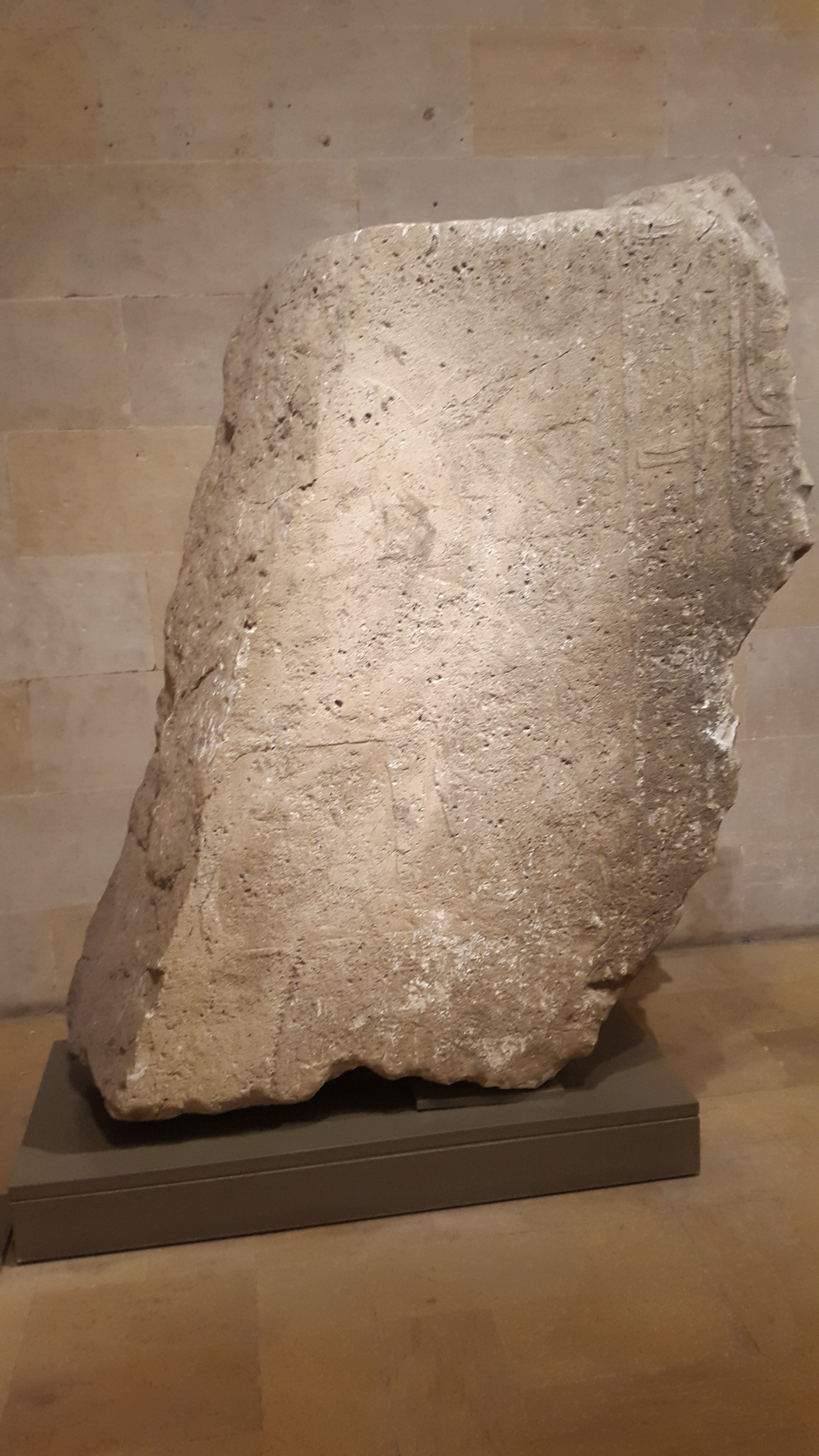
Рельеф фараона Нефер-Хотепа I с иероглифическими надписями в Бейрутском национальном музее

Неферхотеп I восстановил авторитет центральной власти. В пользу этого свидетельствуют многочисленные памятники периода Неферхотепа, разбросанные по всему Египту. Кроме того, свидетельства о его правлении были обнаружены даже в Северной Нубии. Владения Неферхотеп I простирались вплоть до второго порога Нила, так как в Бухене (Вади-Хальфе) была найдена плакетка с вырезанным на ней именем царя. В районе первого порога на острове Коноссо, расположенном напротив острова Филэ, было обнаружено граффити с его именем. Его статуя найдена в святилище Хекаиба на Элефантине.
На основании того, что в стеле из Абидоса упоминаются благовония из Пунта и драгоценные камни из «Страны Богов», исследователи предполагают, что Неферхотеп посылал экспедицию в эту отдалённую африканскую страну.
Таким образом, фараон не только восстановил контроль над всей страной, но и пытался восстановить потерянное его предшественниками влияние на близлежащие страны. Он, вероятно, осуществлял верховную власть над царём Библа Янтином. На одном фрагменте рельефа, найденном в Библе, Янтин оказывает почести картушу с именем Неферхотепа I. Этого Янтина, предположительно, можно отождествить с сыном Якин-Илума, правившим Библом при предшественнике Неферхотепа — Сехетепибра II.
Также ко времени его царствования относятся модель скипетра, сосуд, бусина, цилиндрическая печать, несколько скарабеев и тому подобное.

### Статуи Неферхотепа I

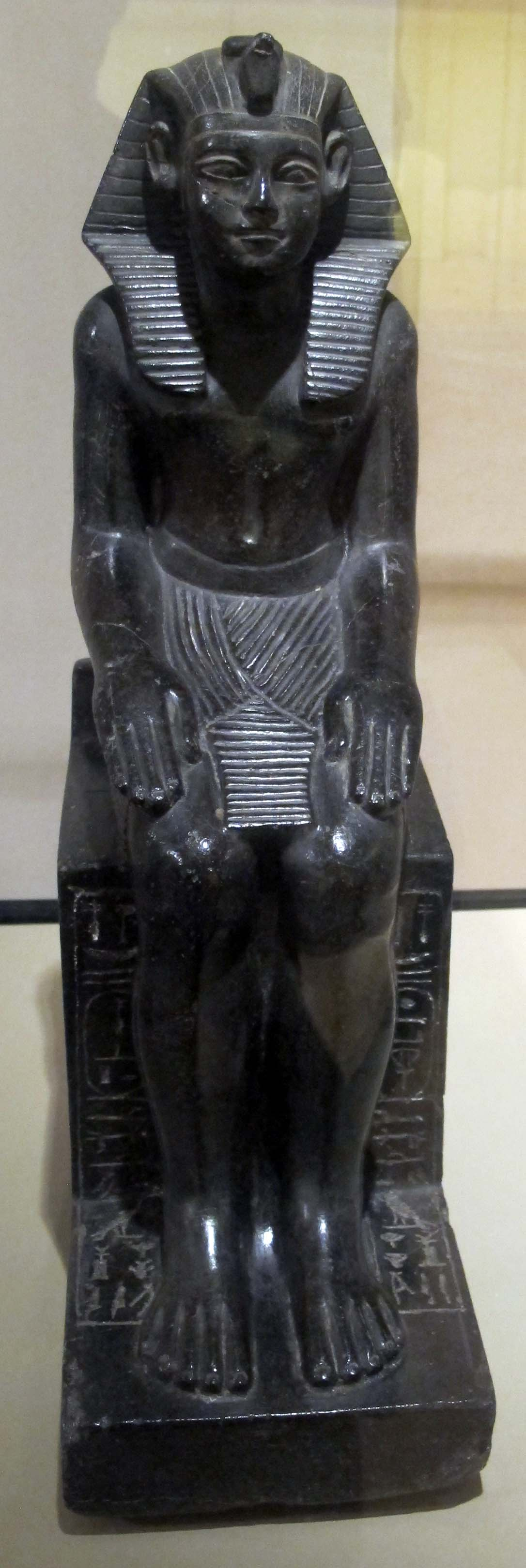
Маленькая сидящая статуэтка фараона Хасехемра Неферхотепа I. Микродиорит или, возможно, микрогаббро (диабаз) из Файюма. Археологический музей Болоньи (Италия), Египетская коллекция, KS 1799

Существует статуэтка Неферхотепа I, которая в настоящее время находится в музее Болоньи. В вырезанной на ней надписи царь назван «возлюбленным бога Себека из Шадета (Крокодилополя, располагавшегося в Файюме, недалеко от Лабиринта) и Хора из Иуну (Гелиополя)». Она изображает моложавого человека с мягкими чертами лица, что противоречит представлению о возрасте царя. Такая трактовка облика Неферхотепа могла быть вызвана стремлением скульптора идеализировать его, либо статуэтка может олицетворять Ка или дух фараона, являясь таким образом изображением вечно юного бога Хора, с которым отождествляется дух правителя.

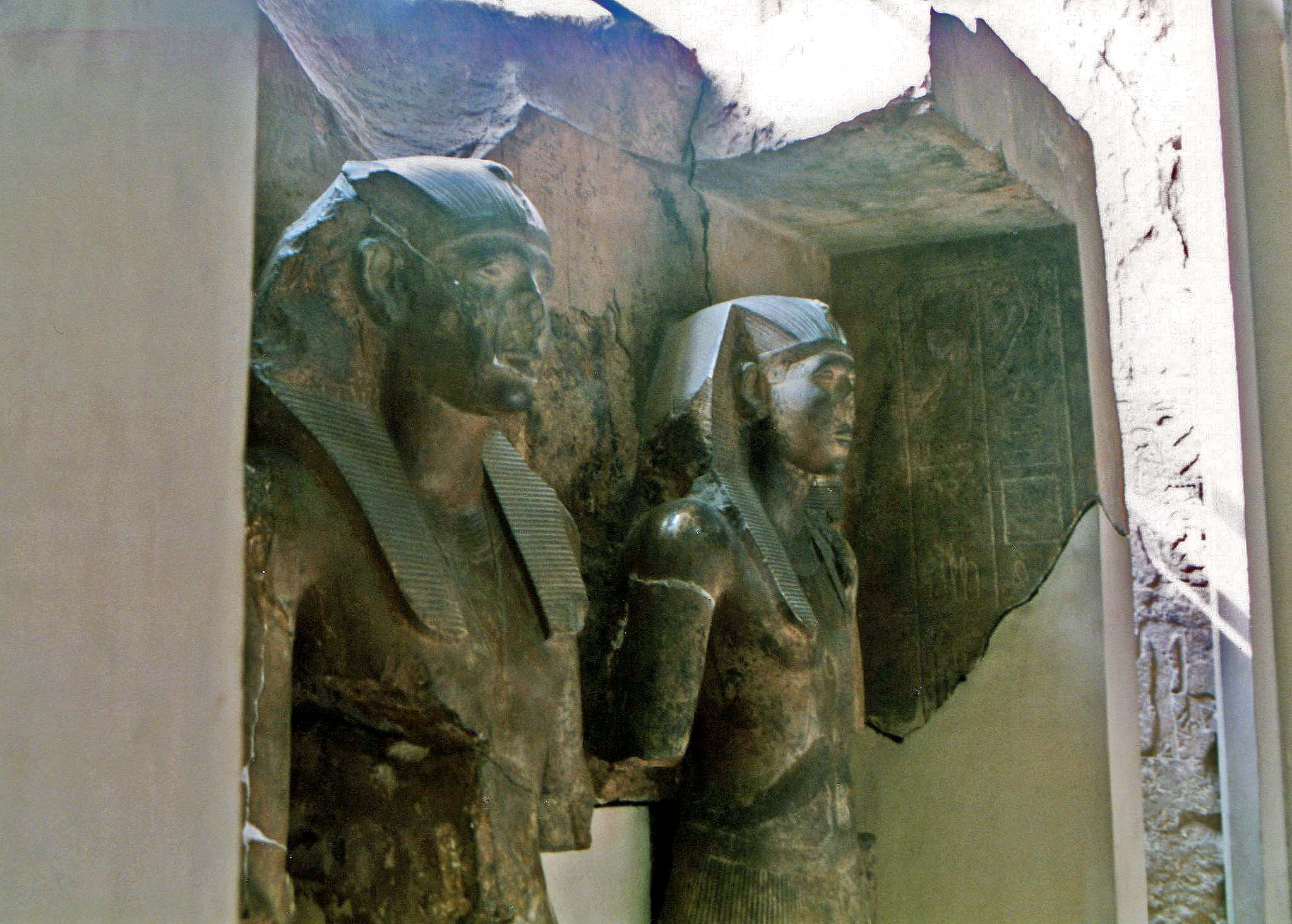
Статуи фараона Хасехемре Неферхотепа I из его наоса, ныне находящиеся в египетском музее, Каир, JE 37497 = CG 42022

В Карнакском храме был обнаружен наос или святилище, в котором стояли две статуи царя, возможно, олицетворяющие его самого и его Ка или дух.

### Продолжительность правления и соправительство
Согласно Туринскому папирусу Неферхотеп I правил 11 лет. На каменном блоке, обнаруженном в Карнаке, рядом вырезаны имена Неферхотепа и его преемника Ханеферра Себекхотепа. Следовательно последний являлся соправителем первого. Но в Туринском папирусе между их именами стоит имя Сахатхорра. Убрав из него слово «Ра», мы можем узнать в этом правителе Сахатхора, который приходился Неферхотепу I сыном. Таким образом, предполагают, что Неферхотеп I правил совместно со своим сыном, но тот умер раньше отца. У этого Сахатхора, который не упоминается ни в одном другом источнике, был сын Себекхотеп. Имя последнего вырезано на одном из скарабеев, где он назван «Сыном царя Себекхотепом, рождённым сыном царя Сахатхором». Судя по этой формулировке, царевич Себекхотеп был взрослым человеком, обладающим собственной печатью и социальным статусом ещё до того, как его отец царевич Сахатхор был назначен соправителем своего отца Неферхотепа.
Таким образом, возможно предположить, что Неферхотеп I, который не был в родстве с царской фамилией, захватил престол уже в довольно солидном[стиль] возрасте. Спустя некоторое время он назначил своего сына Сахатхора своим соправителем, но тот вскоре умер (также, вероятно, и сын последнего и внук Неферхотепа I Себекхотеп). В результате Неферхотеп назвал преемником и соправителем (или был вынужден сделать это под влиянием каких-то дворцовых интриг) своего младшего брата Ханеферра Себекхотепа.
| XIII династия                  |                                                            |                         |
| Предшественник: Себекхотеп III | фараон Египта 2-я пол. XVIII века до н. э. (правил 11 лет) | Преемник: Себекхотеп IV |